# Troublemaker
《Troublemaker》是嵐的第29枚單曲。於2010年3月3日發行。唱片公司為J Storm。

## 解說
- 此單曲是嵐在2010年發行的首張單曲。
- 與前作《My Girl》一樣，分初回限定盤、通常盤2種形態發售。每種版本除收入「Troublemaker」、「撼動當下」2曲外，初回限定盤附贈「Troublemaker」的PV及幕後製作花絮，通常盤再加上c/w曲「再一步」及3曲的原版卡拉OK一共6曲。
- 主打歌是成員櫻井翔主演、TBS電視台週日晚九劇場《正義代書戰士》的主題曲，歌曲節奏輕快。2010年1月6日，成員櫻井翔在劇集的記者招待人會上宣佈嵐的新曲「Troublemaker」將成為該劇的主題曲。
- c/w曲「撼動當下」是日本電視台2010年溫哥華冬季奧運會的放送主題曲。在2010年1月5日，此曲正式被指定為冬奧會的放送主題曲。
- 在第61回NHK紅白歌合戰以組曲形式演唱（Troublemaker + Monster）

### 主要紀錄
- 於2010年3月15日截止的日本公信榜單曲週榜取得冠軍，是自「PIKA★★NCHI DOUBLE」以來連續第18張、合共第25張冠軍作品。
- 根據公信榜，預售日即2010年3月2日截止的單曲榜上，本作品的預售銷量達至23.3萬張，刷新「明日的記憶/Crazy Moon～妳·是·無敵的～」的記錄。此作隨後更於首週突破銷量54萬張，記錄僅僅在出道曲「A・RA・SHI」之下。

## 收錄曲

### 通常版
1. Troublemaker
作詞：H.Suzuki
作曲：Masashi Ohtsuki
編曲：ha-j
TBS電視台系劇集《正義代書戰士》主題曲
2. 撼動當下
作詞、作曲、編曲：100+
日本電視台2010年溫哥華冬季奧運會放送主題曲
3. 再一步（もう一歩）
作詞、作曲、編曲：sts
4. Troublemaker（Original Karaoke）
5. 撼動當下（Original Karaoke）
6. 再一步（Original Karaoke）

### 初回限定版

#### CD
1. Troublemaker
2. 撼動當下

#### DVD
1. Troublemaker（PV+製作花絮）